# Saint-Aubin-d’Écrosville
Saint-Aubin-d’Écrosville ist eine französische Gemeinde mit 749 Einwohnern (Stand: 1. Januar 2022) im Département Eure in der Region Normandie. Sie gehört zum Arrondissement Bernay und zum Kanton Le Neubourg. Die Einwohner werden Saint-Aubinois genannt.

## Geografie
Saint-Aubin-d’Écrosville liegt etwa 17 Kilometer nordwestlich von Évreux auf der Hochebene von Le Neubourg. Umgeben wird Saint-Aubin-d’Écrosville von den Nachbargemeinden Cesseville im Norden, Ecquetot im Norden und Nordosten, Villettes im Osten, Feuguerolles im Südosten, Écauville, Quittebeuf und Graveron-Sémerville im Süden, Sainte-Colombe-la-Commanderie im Südwesten sowie Crosville-la-Vieille im Westen.

## Bevölkerungsentwicklung
| Jahr                      | 1962 | 1968 | 1975 | 1982 | 1990 | 1999 | 2006 | 2013 |
| Einwohner                 | 473  | 466  | 521  | 508  | 540  | 563  | 626  | 681  |
| Quelle: Cassini und INSEE |      |      |      |      |      |      |      |      |

## Sehenswürdigkeiten
- Kirche Saint-Aubin aus der Renaissance, seit 1927 Monument historique
- Schloss und Domäne, seit 2001/2004 Monument historique

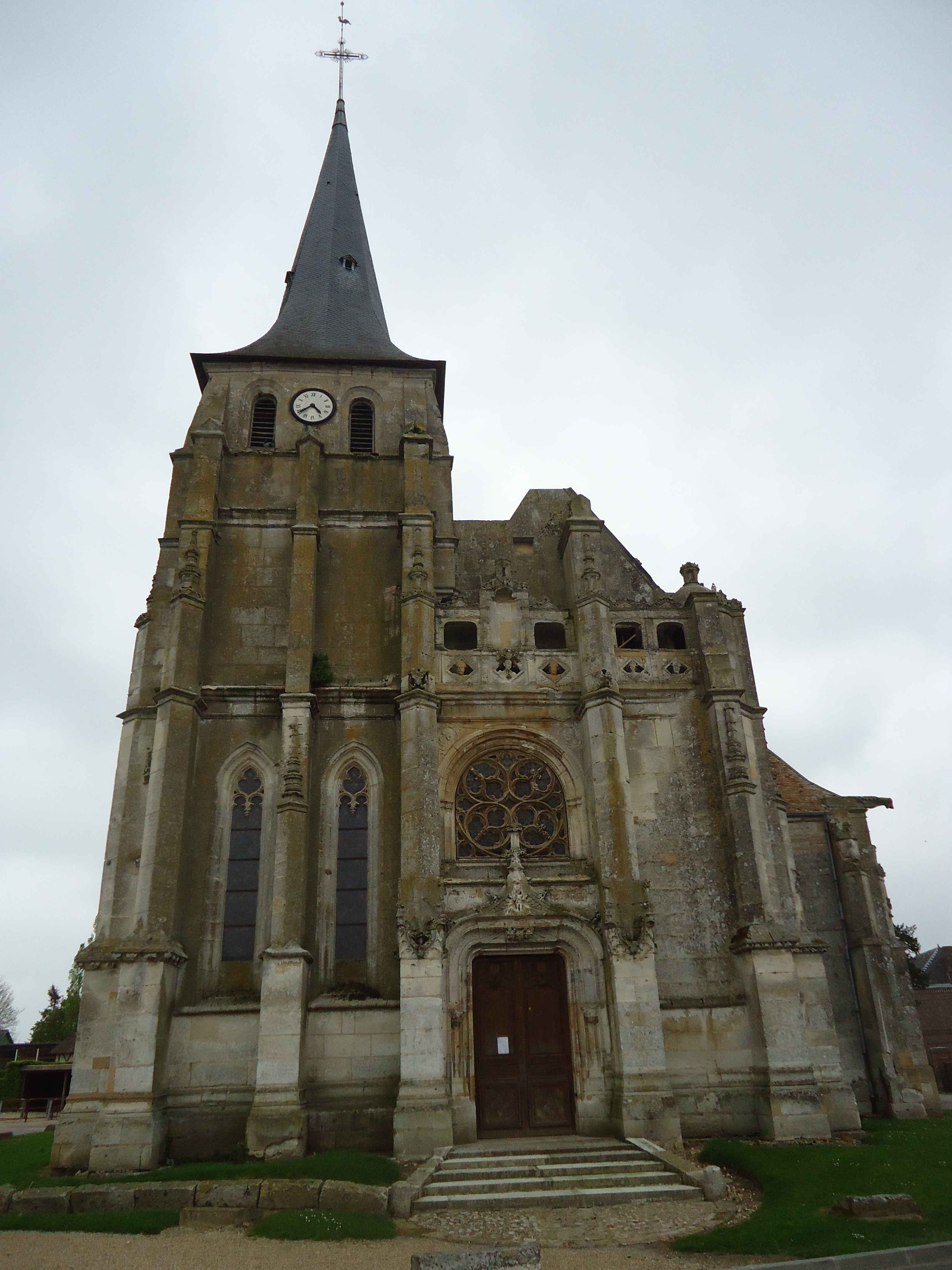
Kirche Saint-Aubin
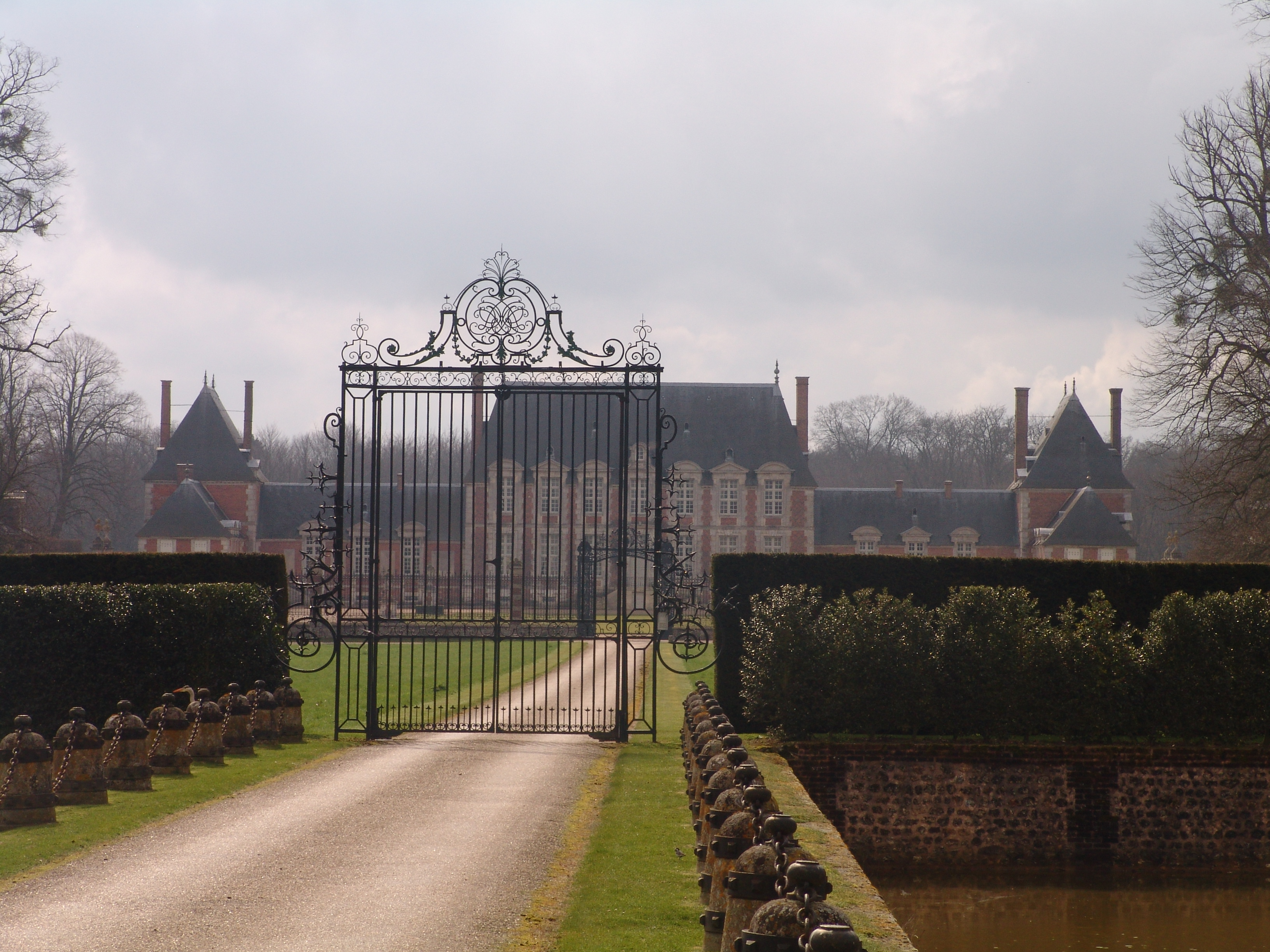
Schloss

## Persönlichkeiten
- Adolphe-André Porée (1848–1939), Archäologe und Historiker